# 雅克·卡蒂埃站
雅克·卡蒂埃站是法国西部城市雷恩的一个地铁车站，位于雷恩地铁A线上。

## 位置
雅克·卡蒂埃站位于雷恩市区的部，新城街区内。铁路股道为南北走向。

## 设施
雅克·卡蒂埃站站内设有自动售票机及无障碍设施。

## 站台设置
| 北↑ |      |                  |
|     | 侧式 |                  |
|     |      | 约翰·肯尼迪方向← |
|     |      | 拉波特里方向→    |
|     | 侧式 |                  |
| 南↓ |      |                  |

## 配套交通

### 城市公共交通
| 雅克·卡蒂埃站附近的公共交通线路 |            |          |
| 公交车站名称                    | 位置       | 停靠线路 |
| 雅克·卡蒂埃                     | 地铁站地面 | C3 12    |
| 1.                              |            |          |

此外，当地铁线路发生故障或施工时，雷恩交通局可能提供临时摆渡车。

### 社会车辆
雅克·卡蒂埃站附近设有社会车辆停车场。

## 临近车站
| 雅克·卡蒂埃站（Jacques Cartier） |             |                 |
| 上行车站                         | 线路        | 下行车站        |
| 车站 630m ←                      | 雷恩地铁A线 | 克列孟梭 → 350m |
| - 本表仅显示运营中的线路及车站   |             |                 |